# Toshimi Kitazawa
Pour les articles homonymes, voir Kitazawa.
Toshimi Kitazawa (北澤(北沢) 俊美, Kitazawa Toshimi), né le 6 mars 1938 à Nagano dans la préfecture du même nom, est un homme politique japonais, membre du Parti démocrate du Japon. Élu à la Chambre des conseillers, la Chambre haute de la Diète du Japon, pour sa préfecture natale de 1992 à 2016, il est ministre de la Défense du 16 septembre 2009 au 2 septembre 2011, successivement dans les 93e et 94e Cabinets du Japon dirigés par Yukio Hatoyama puis Naoto Kan. C'est un proche de l'ancien Premier ministre Tsutomu Hata.

## Origines, formation et carrière professionnelle
Toshimi Kitazawa est le fils aîné de Tei'ichi Kitazawa (北澤(北沢) 貞一, Kitazawa Tei'ichi, 1902-1975). Celui-ci s'est engagé en politique au centre gauche social-démocrate et a été élu à l'Assemblée préfectorale de Nagano (il en est le vice-président de mai 1959 à mars 1960) de 1959 à 1963, sous les couleurs du Parti socialiste japonais (PSJ, de 1959 à 1960), puis du Parti démocrate socialiste (PDS, de 1960 à 1963) et enfin comme indépendant (en 1963),.
Il passe son enfance et toute sa scolarité dans les environs de sa ville natale. Il est diplômé du lycée préfectoral Yashiro de Chikuma en mars 1956. Il intègre ensuite la faculté de droit de l'université Waseda à Tōkyō, et en sort titulaire d'un Bachelor of Laws (法学士, Hōgakushi) en mars 1962. Il passe les treize années suivantes à Tōkyō, d'abord en tant que cadre d'entreprise puis comme assistant parlementaire pour un député à la Chambre des représentants (la Chambre basse de la Diète), se rapprochant ainsi du monde politique.

## Carrière politique

### Élu préfectoral
Il obtient son premier mandat le 13 avril 1975, en étant élu à l'Assemblée préfectorale de Nagano pour la circonscription correspondant à la ville de Nagano, comme autrefois son père, sous les couleurs du Parti libéral-démocrate (PLD, grand parti de la droite conservatrice libérale à l'époque au pouvoir depuis sa création en 1955). Il est réélu à quatre reprises, en 1979, 1983, 1987 et 1991.
Durant les 18 années passées au sein de cette institution locale, il est président de la Commission des Affaires générales et de la Police puis de celle des Travaux publics et du Logement, ainsi que président du Comité d'évaluation du Logement. Il occupe également des fonctions au sein de la fédération préfectorale du PLD en étant le président de son Conseil des affaires générales, de sa Commission de l'organisation ou de son groupe à l'Assemblée préfectorale.

### Entrée à la Diète
Il tente une première fois de se faire élire à la Chambre des conseillers pour l'un des deux sièges à pourvoir au vote unique non transférable dans la préfecture de Nagano lors des élections du 6 juillet 1986. Il souhaite ainsi prendre le relais du libéral-démocrate sortant Tadao Natsume (77 ans, élu depuis 1974) qui ne se représentait pas. Or, la fédération locale du PLD ne s'étant pas accordé sur une candidature unique, Kitazawa a face à lui un adversaire issu du même parti, l'ancien député Kazuto Mukaiyama (72 ans, battu lors des législatives de 1979, il veut profiter lui aussi du retrait de Natsume pour retourner à la Diète).
Toshimi Kitazawa est plus particulièrement soutenu par le Groupe d'études d'Heisei (平成研究会, Heisei Kenkyūkai), plus généralement appelé Heiseikai (平成研) ou « faction Takeshita » (竹下派, Takeshita-ha), car créée et dirigée alors par Noboru Takeshita (qui va présider le PLD et être Premier ministre de 1987 à 1989). Alors principal groupe de pression interne au parti majoritaire en termes de parlementaires, cette faction est l'héritière de l'ancien Club du Jeudi (木曜クラブ, Mokuyō kurabu) de Kakuei Tanaka (qui est à la tête du gouvernement japonais de 1972 à 1974 et la personnalité la plus influente de la vie politique japonaise jusqu'en 1983). Elle défend traditionnellement la position du « courant conservateur majoritaire » (保守本流, Hoshu honriū), prônant la reconquête d'une respectabilité sur la scène internationale pour le Japon par ses résultats économiques et son niveau de vie encouragés par l'État via un certain dirigisme, la protection des agriculteurs et un « État constructeur » (à savoir le maintien d'un certain niveau de développement dans les zones rurales en promouvant de forts investissements en travaux publics).
Au sein de cette faction, Toshimi Kitazawa est proche de l'une de ses valeurs montantes et figure politique majeure dans la préfecture de Nagano, le député et ministre de l'Agriculture (de décembre 1985 à juillet 1986) Tsutomu Hata, qui défend avec Ichirō Ozawa une rénovation et un rajeunissement tant de l’Heiseikai que du parti en l'orientant vers le modèle de la Révolution conservatrice représentée dans les années 1980 par Margaret Thatcher ou Ronald Reagan, par opposition à la ligne plus traditionnelle de Noboru Takeshita. L'adversaire de Kitazawa, Kazuto Mukaiyama, est pour sa part soutenu par le Groupe d'études en sciences politiques (政策科学研究所, Seisaku Kagaku Kenkyūjo, l'une des principales factions rivales du Heiseikai, plus conservatrice et nationaliste que ce dernier), dirigé par le président du PLD et Premier ministre de l'époque (de 1982 à 1987) Yasuhiro Nakasone et dominé localement à Nagano par le député et Secrétaire général adjoint du Cabinet chargé des affaires politiques (de décembre 1985 à juillet 1986) Shunjirō Karasawa,.
C'est finalement Mukaiyama qui remporte ce duel fratricide avec près de 25 000 voix et deux points d'avance, et Kitazawa, qui remporte 312 944 voix (26,07 % des suffrages exprimés) et le troisième score, est battu. Le deuxième siège à pourvoir dans la préfecture de Nagano revient au sortant socialiste Ippei Koyama qui, pour sa part unique candidat de son parti qui reste la principale force d'opposition au Japon, est arrivé en tête.
Kitazawa tente à nouveau sa chance six ans plus tard, au même mode de scrutin et dans la même circonscription, à l'occasion du renouvellement de la moitié de la Chambre des conseillers du 9 juillet 1992. Cette fois-ci, il est le seul candidat, Kazuto Mukaiyama, désormais âgé de 78 ans, ayant décidé de se retirer de la politique. Il arrive alors en tête, devançant le nouveau candidat socialiste Kiyoshi Imai (qui remplace Koyama qui, à 77 ans, a lui aussi mis fin à sa carrière), avec 379 633 votes et 40,5 % des suffrages. Il devient ainsi pour la première fois parlementaire, à 54 ans.

### Fidèle de Hata

#### Dissidence du PLD
Durant les années 1990, Toshimi Kitazawa va changer cinq fois de parti en suivant Tsutomu Hata dont il devient rapidement l'un des principaux lieutenants. Dès le 18 décembre 1992, il quitte l’Heiseikai pour rejoindre le nouveau Forum Réforme 21 (改革 フォーラム 21, Kaikaku fōramu ni-jū-ichi). Celui-ci est créé par Hata (qui en est le président) et son traditionnel allié au sein de l'ancienne faction Takeshita à la tête des réformateurs, Ichirō Ozawa, celui-ci ayant échoué dans sa tentative de prendre la présidence de l’Heiseikai face au candidat de la ligne traditionnelle Keizō Obuchi. Cette nouvelle faction, fondée sur des principes libéraux, favorable à de profondes réformes structurelles et de plus en plus critique à l'égard de la direction du PLD (qu'elle juge bureaucratique et corrompue), comprend 43 parlementaires, soit 35 représentants et huit conseillers (dont Kitazawa).
Lorsque le PSJ dépose une motion de censure le 18 juin 1993 pour protester contre le projet de réforme électorale proposée par le gouvernement de Kiichi Miyazawa (comprenant notamment le passage à un scrutin uninominal majoritaire à un tour intégral, l'opposition et de nombreux membres de la majorité, dont ceux du Forum Réforme 21, préférant au contraire introduire une dose plus ou moins élevée de proportionnelle), Tsutomu Hata, Ichirō Ozawa et leur faction décident alors, contre toute attente, de la voter, entraînant son adoption par 255 voix contre 220 à la Chambre des représentants. Il s'agit de la première censure réussie depuis 1980, et seulement la quatrième depuis la fin de la Seconde Guerre mondiale. 37 députés libéraux-démocrates l'ont voté, dont 34 des 35 représentants du groupe Hata-Ozawa (le 35e, Morio Kimura, absent, a soutenu l'action de ses compagnons de faction). Kiichi Miyazawa est alors forcé d'en appeler aux électeurs en provoquant des élections législatives anticipées pour le 18 juillet 1993. En prévision de celles-ci, Ichirō Ozawa et Tsutomu Hata quittent définitivement le PLD avec leurs partisans pour former cinq jours plus tard le plus important des partis dissidents issus de ce dernier au début des années 1990, le Parti de la Renaissance (新生党, Shinseitō), fort des 43 parlementaires du « Forum Réforme 21 », dont Toshimi Kitazawa, et d'un député qui n'appartenait à aucune faction (Tatsuo Ozawa, ancien ministre de la Construction et de la Santé dans les années 1970 n'ayant aucun lien de parenté avec Ichirō Ozawa). Hata en prend la présidence et Ichirō Ozawa le secrétariat général.

#### Dans la majorité anti-PLD
Ce nouveau parti réalise un excellent score aux élections législatives du 18 juillet 1993 en obtenant la troisième place derrière le PLD et le PSJ avec 10,1 % des suffrages et 55 sièges sur 511. Il participe à une vaste coalition « anti-PLD, anti-communiste » formée de sept partis (à savoir, outre le Shinseitō, le PSJ, les deux petites formations sociales-démocrates du Parti démocrate socialiste PDS et de la Fédération social-démocrate FSD, le mouvement centriste confessionnel du Kōmeitō ainsi que deux autres partis dissidents du PLD formés en 1992-1993 : le Nouveau parti du Japon NPJ et le Nouveau parti Sakigake NPS) qui aboutit à la formation le 9 août suivant du gouvernement de Morihiro Hosokawa (président du NPJ). Le Shinseitō y obtient cinq portefeuilles ministériels sur vingt (autant que les socialistes) dont ceux clés des Affaires étrangères (Tsutomu Hata, qui est aussi vice-Premier ministre), des Finances (Hirohisa Fujii) et du Commerce international et de l'Industrie (Hiroshi Kumagai). Toshimi Kitazawa a ainsi participé au premier changement de majorité ayant eu lieu au Japon depuis 1955.
Le 28 avril 1994, Tsutomu Hata succède à Morihiro Hosokawa comme Premier ministre et forme un gouvernement minoritaire (le PSJ et le NPS s'étant retiré de la coalition pour protester contre l'influence jugée trop forte d'Ichirō Ozawa, mais ont promis de soutenir le nouveau Cabinet jusqu'au vote du budget pour l'année fiscale 1994). Il y nomme le 10 mai suivant Toshimi Kitazawa comme vice-ministre parlementaire auprès du ministre de l'Agriculture, des Forêts et de la Pêche Mutsuki Katō (lui aussi membre du Shinseitō), partageant ce poste avec le député du NPJ Kōdō Kohata. Il s'agit ainsi de son premier poste gouvernemental, sans qu'il soit membre du Cabinet. Hata et son administration démissionnent toutefois dès le 30 juin 1994 afin d'éviter le vote d'une motion de censure déposée par le PLD et soutenue par le PSJ et le NPS. Le Shinseitō passe alors dans l'opposition tandis qu'une Grande Coalition entre les libéraux-démocrates, les socialistes et les pionniers se met en place. 

#### AuShinshintō
Le 10 décembre 1994, Toshimi Kitazawa rejoint le Parti de la nouvelle frontière (新進党, Shinshintō), qui unit les mouvements de l'alliance « anti-PLD, anti-communiste » de 1993 n'ayant pas rejoint la Grande coalition (le Shinseitō, le Kōmeitō, le NPJ et le PDS) mais aussi des dissidents plus récents du PLD (l'Union pour une réforme libérale de Toshiki Kaifu) qui refusent notamment l'accession au poste de Premier ministre du socialiste Tomiichi Murayama. Ce nouveau parti forme la nouvelle grande force d'opposition à la Diète avec 178 députés sur 511 et 36 conseillers sur 252. En son sein, Toshimi Kitazawa reste un ferme partisan de Tsutomu Hata et l'aide notamment à organiser la fédération du Shinshintō dans la préfecture de Nagano, qui devient rapidement l'une des plus importantes du parti. Elle lui permet d'obtenir notamment un deuxième conseiller pour Nagano en 1995, son candidat Mineo Koyama arrivant largement en tête (avec 425 003 voix et 47,4 % des suffrages exprimés) et éliminant le sortant libéral-démocrate Shin'ichirō Shimojō (en place depuis 1977, ministre des Affaires sociales de 1990 à 1991). Aux élections législatives de 1996 (les premières à appliquer la réforme électorale de 1994 qui a mis en place un système mixte, alliant scrutin uninominal majoritaire à un tour dans 300 circonscriptions locales et de la proportionnelle de liste à l'échelle de onze blocs correspondant plus ou moins aux grandes régions géographiques), la bonne implantation de la fédération Shinshintō à Nagano se manifeste encore puisque le parti emporte trois des cinq nouvelles circonscriptions de la préfecture, avec les trois sortants Kenji Kosaka (dans le 1er district électoral, élu en tant que PLD en 1993, il a rejoint le Shinseitō dès avril 1994 et s'est ainsi rapproché de Hata et Kitazawa), Jin Murai (dans la 2e circonscription) et Tsutomu Hata (dans le 3e district).
Dans le même temps, Tsutomu Hata et ses partisans s'éloignent de plus en plus d'Ichirō Ozawa : ce dernier a soutenu Toshiki Kaifu (qui est élu) contre la candidature de Hata pour accéder à la présidence du Shinshintō en 1994, tandis que les deux hommes s'opposent dans un vote ouvert à l'ensemble des militants le 27 décembre 1995 remporté largement par Ozawa pour succéder à Kaifu à la tête du parti (avec 1 120 012 voix contre 566 998, soit 66,4 % contre 33,6 % des suffrages exprimés). Les partisans de Tsutomu Hata se constituent ainsi progressivement en une « faction anti-Ozawa ». Le 26 décembre 1996, Tsutomu Hata finit par quitter le Shinshintō avec douze autres parlementaires, à savoir neuf autres représentants (dont l'un des deux autres députés du parti dans les circonscriptions de Nagano : Kenji Kosaka) et trois conseillers, parmi lesquels Toshimi Kitazawa (ainsi que l'autre élu dans la préfecture de Nagano depuis 1995, Mineo Koyama). Ils fondent un nouveau mouvement baptisé Parti du Soleil (太陽党, Taiyōtō) et Toshimi Kitazawa en prend la présidence du groupe à la Chambre des conseillers.

#### Vers le PDJ
Ils se rapprochent d'un autre mouvement créé la même année, lui aussi opposé à la Grande coalition au pouvoir mais militant pour une « troisième voie » entre la politique keynésienne du gouvernement de l'époque et le libéralisme économique alors incarné par le Shinshintō, le PDJ (qui a obtenu 52 députés sur 500 aux législatives de 1996 et compte 19 conseillers). Ils forment un groupe commun dans les deux chambres de la Diète à partir du 8 janvier 1998.
De plus, le Shinshintō éclate le 27 décembre 1997 en cinq partis. Le Parti du Soleil s'allie rapidement avec deux d'entre eux (la Voix du Peuple et From Five, formés par des dissidents à l'origine du PLD qui n'ont pas suivi Ichirō Ozawa dans son nouveau Parti libéral) pour créer le 23 janvier 1998 le Parti de la bonne gouvernance (民政党, Minseitō), abrégé en PBG ou Minsei (民政). Il compte 29 députés (28 après le décès de Koichirō Aino en mars suivant) et 9 conseillers. Tsutomu Hata en prend la présidence et Toshimi Kitazawa conserve la tête du Comité à la chambre haute de ce nouveau parti. Et dès le 27 avril 1998, 33 des 37 parlementaires du PBG, dont Toshimi Kitazawa, s'unissent aux 71 du PDJ, aux 23 du Nouveau parti de la Fraternité (NPF, formé par les ex-Shinshintō qui provenaient à l'origine du PDS), aux deux du Parti des réformes démocratiques (PRD, créé en 1989 pour servir de bras politique à la principale confédération syndicale du Japon, le Rengō) et un député indépendant pour fonder le nouveau grand mouvement d'opposition qui reprend le nom de Parti démocrate du Japon (PDJ).

#### Au PDJ
En son sein, les anciens du PBG créent une faction interne baptisée Comité de recherche pour une stratégie gouvernementale (政権戦略研究会, Seiken senryaku kenkyūka) ou Groupe Hata (羽田グループ, Hata-gurūpo). Vice-président de la fédération du PDJ dans la préfecture de Nagano, secondant Tsutomu Hata, il succède à ce dernier à la présidence en octobre 2007.
Toshimi Kitazawa est largement réélu au vote unique non transférable dans la préfecture de Nagano lors du renouvellement de la moitié de la Chambre des conseillers le 12 juillet 1998, en étant le seul candidat de son nouveau parti. Il recueille alors 418 504 voix , soit 38,6 % des suffrages exprimés et près du double de son adversaire libéral-démocrate, l'ancien député (de 1983 à 1990 et de 1993 à 1996) Masatoshi Wakabayashi qui est élu en deuxième position.
À la suite de cette victoire, Kitazawa devient en août président du Comité des Affaires de la Diète du groupe PDJ-Shinryokufūkai à la Chambre des conseillers, nommé à ce poste par le président du groupe de l'époque Shōji Motooka (un ancien du PSJ puis du PRD). Cela lui confère un rôle important, l'union de l'opposition (y compris les communistes, le Parti libéral, les anciens socialistes devenus sociaux-démocrates ainsi que le NPS qui ont quitté la Grande coalition et laissent désormais le PLD gouverner seul) contrôlant depuis le scrutin de juillet 1998 la chambre haute. Il est ensuite, d'août 2000 à août 2001, secrétaire général (et donc numéro 2) de ce groupe, aux côtés de son président Wataru Kubo (là encore un ancien socialiste puis du PRD), puis son vice-président d'octobre 2002 à novembre 2003 sous la direction de Giichi Tsunoda (encore une fois un ancien du PSJ).

### Président de commissions
Il va également présider plusieurs commissions de la Chambre des conseillers. Il est ainsi tout d'abord à la tête de celle du Territoire et des Transports du 7 août 2001 au 18 octobre 2002. À ce poste, il défend la position assez généralement répandue au PDJ de réduction des financements publics des grands travaux d'infrastructures jugées coûteuses et ainsi rompre avec la politique de l'« État construction ». Il a d'ailleurs par la suite signé en août 2003 une pétition de parlementaires contre la construction de l'aéroport de Shizuoka. Réélu à nouveau en obtenant le meilleur score lors du renouvellement de la moitié de la Chambre des conseillers le 11 juillet 2004 (gagnées par le PDJ même s'il ne réussit pas à obtenir la majorité en nombre de sièges) avec 432 287 votes et 40,9 % des suffrages toujours face à Masatoshi Wakabayashi, il prend la présidence de la Commission des Politiques nationales fondamentales du 30 juillet 2004 au 26 septembre 2005. Et, après que le PDJ est devenu le premier parti de la chambre haute et en a pris le contrôle avec ses alliés du Parti social-démocrate (PSD) et des trois partis dits « rebelles postaux » (car créés en 2005 pour protester contre la privatisation de la poste, à savoir le Nouveau parti du peuple NPP, le Nouveau parti Nippon NPP et le Nouveau parti Daichi NPD) à la suite du scrutin de 2007, Toshimi Kitazawa accède à la tête de la Commission des Affaires étrangères et de la Défense du 10 septembre 2007 au 5 janvier 2009.
Il joue alors un rôle actif dans plusieurs actions qui mettent en difficulté la majorité gouvernementale formée du PLD et du Nouveau Kōmeitō. Il se fait tout d'abord remarquer pour avoir fait mener une enquête sur une affaire de corruption touchant Takemasa Moriya, ancien vice-ministre administratif (soit le chef des hauts-fonctionnaires d'un ministère) de la Défense et le groupe de commerce de matériel militaire Yamada Corporation (Moriya, surnommé « l'empereur du ministère de la Défense » en raison de sa forte influence au sein de cette administration jusqu'à sa retraite prise en août 2007, a reconnu avoir accepté plusieurs invitations à dîner ou à jouer au golf ainsi que de nombreux cadeaux offerts par l'un des cadres de cette entreprise, Motonobu Miyazaki, tout en niant avoir accordé un quelconque traitement de faveur en échange, ce que l'opposition puis la justice lui reprochent). Il fait témoigner sous serment Moriya devant la Commission et convoquer dans le même temps comme témoins non assermentés Miyazaki et le PDG de Yamada Corporation Yoshihiko Yonezu le 15 novembre 2007, et Moriya est arrêté le 28 novembre. La commission convoque également le 27 novembre 2007 le ministre des Finances à ce moment, Fukushirō Nukaga, ancien directeur général de l'Agence de Défense (l'ancêtre du ministère de la Défense) en 1998 et poids lourd du PLD, Moriya ayant déclaré que ce dernier était présent à certains de ses dîners avec Miyazaki.
Il préside de même à l'audition devant sa Commission du général Toshio Tamogami le 11 novembre 2008, chef d'État-major de la Force aérienne d'autodéfense du 28 mars 2007 au 31 octobre 2008 qui a été démis de ses fonctions et dégradé par le gouvernement de l'époque pour avoir publié un essai réfutant la responsabilité du Japon dans le déclenchement de la Guerre du Pacifique, les jugements du Tribunal de Tōkyō et mettant en avant ce qu'il considère comme un rôle positif de l'occupation japonaise en Asie. L'opposition reproche alors au Cabinet de Tarō Asō, et tout particulièrement à son ministre de la Défense Yasukazu Hamada, de ne pas avoir décidé de sanctions plus graves à l'encontre du militaire et de l'avoir renvoyé d'une manière qui lui permet de réclamer une indemnité de licenciement[réf. nécessaire].
Sa présidence de la Commission des Affaires étrangères et de la Défense est également marquée par des tentatives du PDJ de revenir sur certains points de la politique étrangère menée par le PLD. Lui-même opposé, comme le reste de son parti, au déploiement en Irak des Forces d'autodéfense qui avait été décidé entre 2004 et 2006 par l'administration de Jun'ichirō Koizumi, il préside au vote le 27 novembre 2007 par sa commission, confirmé ensuite par l'ensemble de la Chambre des conseillers, d'une proposition de loi démocrate demandant le retrait de la mission de transport de personnes et de marchandises toujours menée par la Force aérienne en Irak. Il milite également activement pour que la session de la Chambre des conseillers soit étendue au-delà de sa clôture prévue normalement au 15 décembre 2007 afin qu'elle puisse se prononcer sur le projet de loi de renouvellement pour un an de la campagne d'approvisionnement en carburant opérée depuis 2001 par la Force maritime d'autodéfense dans l'Océan Indien dans le cadre de la guerre contre le terrorisme en Afghanistan (projet auquel le PDJ s'oppose). Ce vote doit en effet avoir lieu au moins 60 jours après celui de la Chambre des représentants (qui a eu lieu le 13 novembre), faute de quoi le texte est renvoyé devant la Chambre basse. Ayant obtenu gain de cause, il permet à sa Commission de s'exprimer contre ce projet le 10 janvier 2008, et à l'ensemble de la Chambre des conseillers de faire de même dès le lendemain. Toutefois, la coalition PLD-Nouveau Kōmeitō détenant la majorité des deux tiers nécessaire à la Chambre des représentants pour avoir le dernier mot en cas de désaccord avec la chambre haute, le texte est adopté le jour même en seconde lecture par les députés (soit la première fois qu'un tel passage en force a lieu depuis 1951). Le même scénario a lieu le 12 décembre 2008 concernant une nouvelle extension d'un an de cette mission de ravitaillement.

### Ministre de la Défense

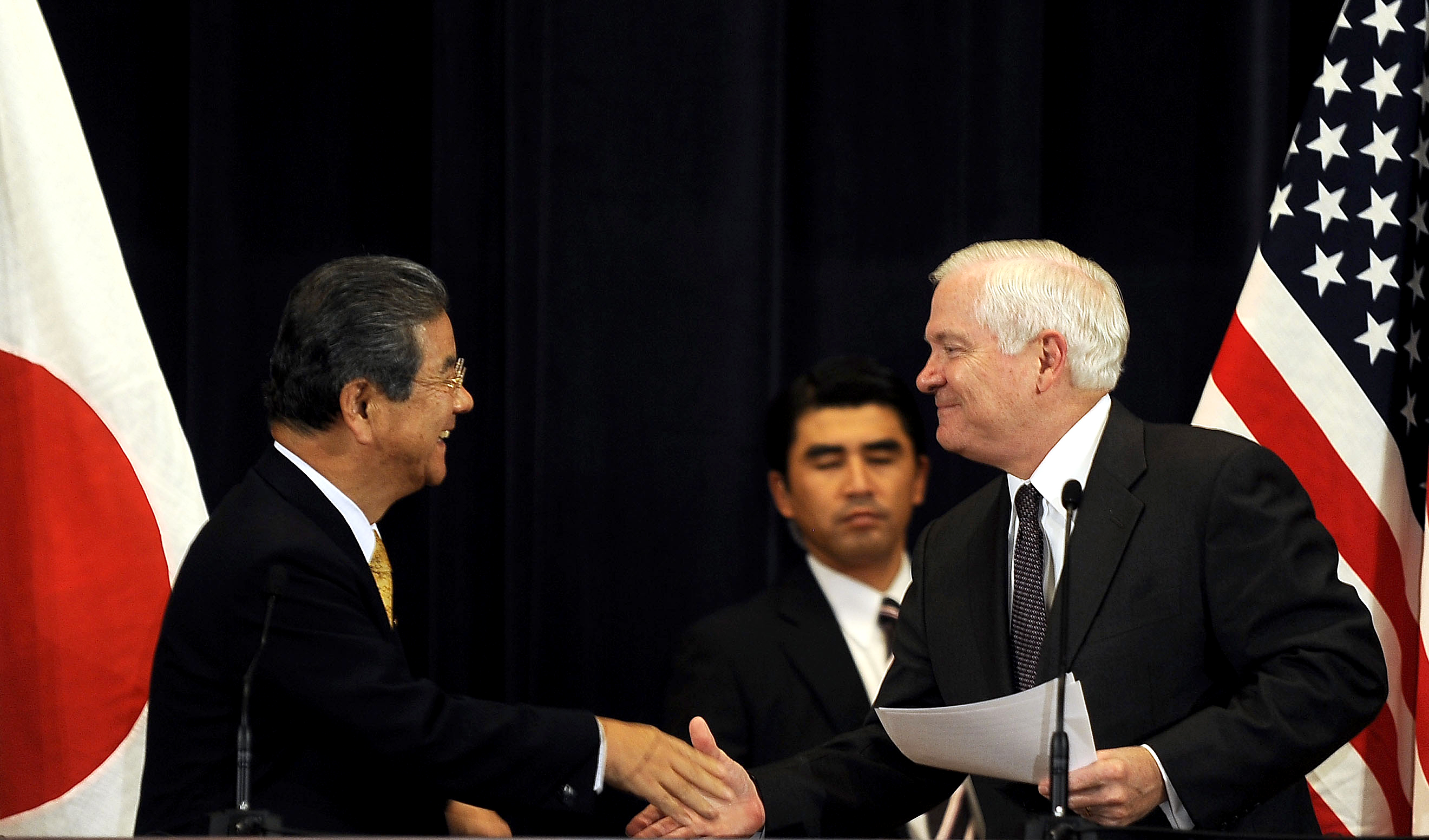
Toshimi Kitazawa et le Secrétaire de la Défense des États-Unis Robert Gates le 21 octobre 2009.

Après la victoire du PDJ aux élections législatives du 30 août 2009, le président du parti Yukio Hatoyama forme son gouvernement le 16 septembre suivant et y nomme Toshimi Kitazawa en tant que ministre de la Défense. Naoto Kan ayant succédé à Yukio Hatoyama le 8 juin 2010, il confirme Kitazawa à son poste, de même lorsqu'il remanie son Cabinet le 17 septembre 2010 puis le 14 janvier 2011. 

#### Sur l'envoi des FAD à l'étranger
Le 13 octobre 2009, il annonce, comme promis dans le programme électoral démocrate, que la nouvelle administration ne présentera pas de nouvelle loi prolongeant la mission de la Force maritime d'autodéfense dans l'Océan Indien après l'expiration du délai défini par le précédent texte en janvier 2010. En contrepartie, il affirme que le Japon envisage d'autres moyens d'aider la coalition internationale engagée en Afghanistan (notamment par la formation des anciens Talibans), déclarant : « Nous voulons discuter fermement de quelle contribution internationale nous pouvons offrir si nous avons à le faire ». Il présente avec son collègue des Affaires étrangères, Katsuya Okada, le 10 novembre suivant la « nouvelle stratégie pour contrer la menace du terrorisme » et nouvelle politique d'assistance du Japon à l'Afghanistan et au Pakistan. Elle comprend surtout une aide supplémentaire de 80 milliards de yens (soit environ cinq milliards de dollars américains) en Afghanistan orientée vers trois objectifs : le renforcement de la sécurité en soutenant notamment la police nationale afghane, la réintégration et la réconciliation avec les insurgés par des programmes de formation ou de développement rural pour la création d'emplois et le développement économique du pays par une assistance à l'agriculture, au développement des infrastructures (comme l'accès à l'énergie), l'éducation ou la santé,. Finalement, il signe l'ordre de rapatriement des troupes de la mission le 15 janvier 2010, et les deux derniers navires qui étaient déployés dans l'Océan Indien reviennent au Japon le 6 février suivant.
Bien que ne se déclarant personnellement « pas particulièrement favorable à l'envoi [de troupes japonaises] à l'étranger » et apparaissant comme un partisan de l'interprétation pacifiste de l'article 9 de la Constitution, il n'en met pas pour autant de côté toute participation des Forces d'autodéfense (FAD) à des missions internationales de maintien de la paix. Il affirme en effet en septembre 2009 : « Nous avons aussi besoin de faire certaines contributions internationales. Les opérations de maintien de la paix sont devenues un enjeu mondial »[réf. nécessaire]. C'est dans cet esprit que, le 25 janvier 2010, il signe l'ordre demandant à 300 soldats des FAD (dont 200 ingénieurs de la Force terrestre, tandis que la moitié a immédiatement été envoyé sur place) à se préparer à être déployés dans le cadre de la mission des Nations unies pour la stabilisation en Haïti (MINUSTAH) pour des opérations humanitaires et de reconstruction après le séisme du 12 janvier[réf. nécessaire]. Les 160 derniers membres des FAD à être envoyés sont déployés du 5 février au 30 novembre 2010.

#### Sur le dossier Futenma

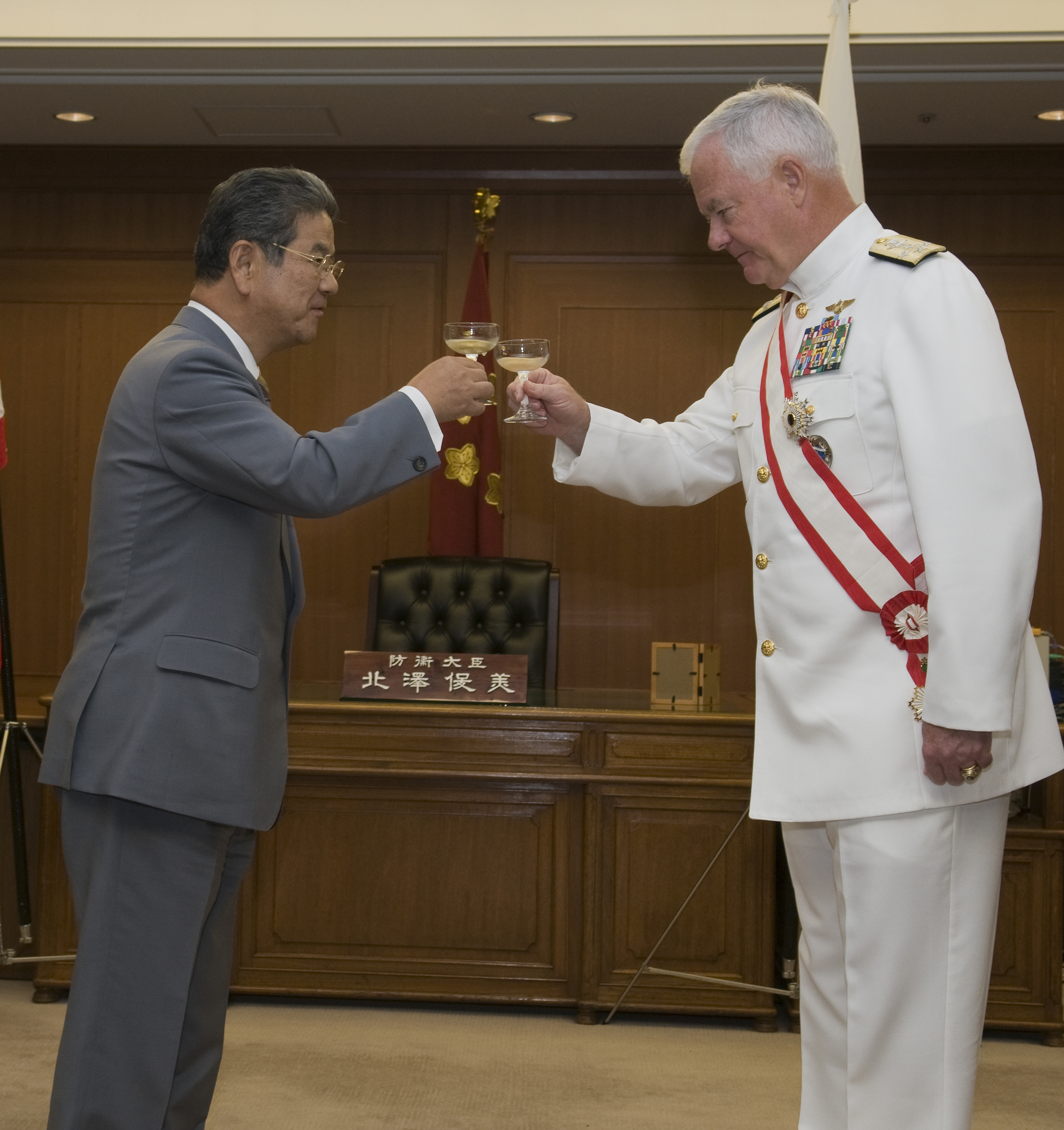
Toshimi Kitazawa et l'amiral américain Timothy J. Keating, commandant de l’United States Pacific Command, après avoir décoré ce dernier du Grand Cordon de l'ordre du Soleil levant le 29 septembre 2009.

Kitazawa s'est très tôt positionné comme le principal partisan au sein du gouvernement Hatoyama de conserver les grandes lignes de l'accord sur le statut des forces (SOFA) signé en 2006 par les gouvernements américains et japonais et qui prévoyait d'une part le retrait du Japon de 8 000 marines qui serait ramener à Guam et le déménagement avant 2014 de la base de Futenma de son site initial à Ginowan vers une zone moins urbanisée au Camp Schwab (camp américain accueillant depuis 1959 essentiellement le 4e Régiment de Marine) situé en bordure de la baie de Henoko à Nago au nord de l'île d'Okinawa Hontō, projet critiqué notamment pour ses implications écologiques. Or, le Premier ministre s'est alors engagé à revenir sur ce plan de délocalisation, afin notamment de satisfaire l'un des partenaires de coalition du PDJ, le PSD, et a promis d'essayer de déplacer en totalité la base hors de la préfecture d'Okinawa voire hors du Japon. Dans un premier temps Kitazawa se montre lui-même comme un défenseur de la révision de l'accord, affirmant lors d'une visite sur l'île à la fin du mois de septembre 2009 qu'un tel changement semble attendu par la population d'Okinawa elle-même puisque les candidats du PLD ont tous été lourdement battus par des adversaires du plan de déménagement de 2006 lors des élections législatives du 30 août 2009,.
Mais il estime au fil du temps aucune alternative crédible. Dès le mois d'octobre, il sous-entend que seule la solution du Camp Schwab lui paraît réalisable à court terme, s'opposant par exemple au projet du ministre des Affaires étrangères Katsuya Okada d'intégrer les fonctions de Futenma dans la base plus importante voisine de Kadena (idée très vite abandonnée par Okada lui-même) ou émettant en décembre 2009 de sérieux doutes au sujet de la proposition sociale-démocrate de rapatrier tous les soldats américains de Futenma à Guam, à la suite d'un entretien avec le gouverneur de ce territoire américain, Felix Perez Camacho. Cette prise de position lui vaut de profondes critiques de la part du PSD, qui menace de quitter la coalition gouvernementale au cas où sa revendication de voir la base sortir d'Okinawa ne serait pas respectée. De même, par la suite, il a rejeté en février 2010 l'idée d'un déménagement dans l'île de Tinian aux Mariannes du Nord (estimant le délai trop court pour envisager une telle solution tout en reconnaissant l'intérêt d'envisager cette possibilité sur le long terme), et a jugé en avril 2010 « extrêmement difficile » de convaincre l'administration américaine de déplacer la base aérienne sur Tokunoshima dans la préfecture de Kagoshima (alors envisagé comme l'option de la dernière chance pour Tōkyō).
De plus, il exprime régulièrement des craintes, partagées avec Katsuya Okada, que ce dossier ne sape durablement les relations nippo-américaines, Washington refusant de revenir sur la solution de[2006 et menaçant, au cas où celui-ci serait définitivement remis en question, de conserver le site initial de Futenma en se contentant d'y moderniser les installations. Quoi qu'il en soit, Okada et Kitazawa pressent en vain Yukio Hatoyama de trancher sur le sujet avant la fin de l'année 2009 afin de ne pas laisser la situation s'envenimer, le Premier ministre préférant au contraire se donner le temps de la réflexion et d'envisager toutes les options possibles et se donnant ainsi jusqu'à mai 2010 pour prendre sa décision. Finalement, face à l'absence de réelle alternative trouvée par le gouvernement, au scepticisme des deux principaux ministres chargés de la question (Okada et Kitazawa) et à une hausse de l'impopularité du Cabinet, Yukio Hatoyama est obligé de revenir pour l'essentiel aux dispositions de 2006, reformulées à travers un nouvel accord le 28 mai 2010. Ceci entraîne le départ des sociaux-démocrates de la majorité et la démission quelques jours plus tard de Hatoyama.

#### La redéfinition de la stratégie de défense
D'autre part, Toshimi Kitazawa défend depuis sa prise de fonction au ministère de la Défense une baisse des dépenses militaires japonaises dans le cadre de l'élaboration du nouveau programme quinquennal de défense pour la période allant de 2011 à 2016. Tout d'abord, le 17 décembre 2009, le gouvernement décide de ne pas allouer de budget nécessaire pour l'année fiscale 2010 à l'implantation de missiles surface-air MIM-104 Patriot Advanced Capability 3 (PAC-3) dans trois bases supplémentaires au Japon d'ici à cinq ans (dans le cadre du bouclier antimissile développé conjointement avec les États-Unis et qui prévoit d'ici à 2014 que onze bases japonaises soient équipées de ce type de missile). À cette occasion, Kitazawa déclare : « Nous allons attendre que les nouvelles priorités de la défense soient publiées » avant de déployer de nouveaux PAC-3. Les fonds alloués à la défense dans le budget primitif pour l'année 2010 n'augmentent que très faiblement par rapport à 2009] (s'établissant à 4,79 billions de yens, soit seulement 0,3 % de plus que dans le budget 2009).
Dans le cadre de l'élaboration du nouveau programme quinquennal, Kitazawa se met d'accord le 12 décembre 2010 avec le ministre des Finances Yoshihiko Noda sur un plan de réduction sur cinq ans du personnel de la Force terrestre d'autodéfense, afin de passer de 155 000 à 154 000 personnes (cette baisse d'effectifs ne doit toucher que les soldats réguliers). Ce plan prévoit également une réorganisation de la répartition de ces troupes afin de mieux répondre aux nouveaux enjeux géostratégiques de la région : il s'agit essentiellement de réduire le nombre de soldats à Hokkaidō (qui a perdu son rôle défensif depuis la fin de la guerre froide) et le renforcement des unités dans les îles Nansei (afin d'augmenter la surveillance des activités militaires chinoises dans la mer de Chine orientale). Cela permet d'établir l'enveloppe générale pour la défense des années fiscales 2011 à 2015 à 23,49 billions de yens (environ 210 milliards d'euros), soit une baisse de 3,1 % par rapport aux 24,24 billions qui avaient été débloqués dans le précédent programme de 2005 à 2010. Toutefois, après plusieurs mois de négociations visant à réduire également le montant du « budget de sympathie » (思いやり予算, Omoiyari Yosan, nom donné à l'argent fourni par le gouvernement japonais pour financer les forces américaines stationnées au Japon), l'augmentation des dépenses militaires de la république populaire de Chine et la montée des tensions dans la péninsule coréenne à partir de l'automne 2010 ont poussé Tōkyō à accepter le 14 décembre 2010 qu'il reste pour la période allant d'avril 2011 à mars 2016 au même niveau environ que les fonds débloqués entre 2006 et 2011, soit 188 milliards de yens sur cinq ans (environ 1,7 milliard d'euros). La nouvelle stratégie pour cinq ans est finalement présentée au public le 17 décembre 2010.
Dans le même temps, mettant en avant la nécessité pour les entreprises japonaises de l'industrie de l'armement d'améliorer leur capacité d'innovation technologique, il appelle pour la première fois le 12 janvier 2010 à une révision au sein du nouveau programme stratégique pour cinq ans de la « politique des trois principes » adoptée depuis 1945 par le Japon concernant les exportations d'armes (celles-ci sont interdites sauf pour quelques rares exceptions). Cette proposition est violemment combattue par l'aile gauche pacifiste du PDJ ainsi que par le PSD et écartée par Yukio Hatoyama jusqu'à sa démission, mais soutenue par le ministre des Transports puis des Affaires étrangères (à partir de septembre 2010) Seiji Maehara ainsi que par le nouveau Premier ministre à partir de juin 2010, Naoto Kan. Pourtant, ce dernier, qui recherche le soutien du PSD pour l'adoption du budget et des lois fiscales préparés par son gouvernement pour l'année fiscale 2011, a finalement abandonné au début du mois de décembre 2010 toute idée d'inclure le projet de remise en cause de l'interdit sur les exportations d'armes dans le programme 2011-2015.

#### Les secours à la suite de la catastrophe de 2011

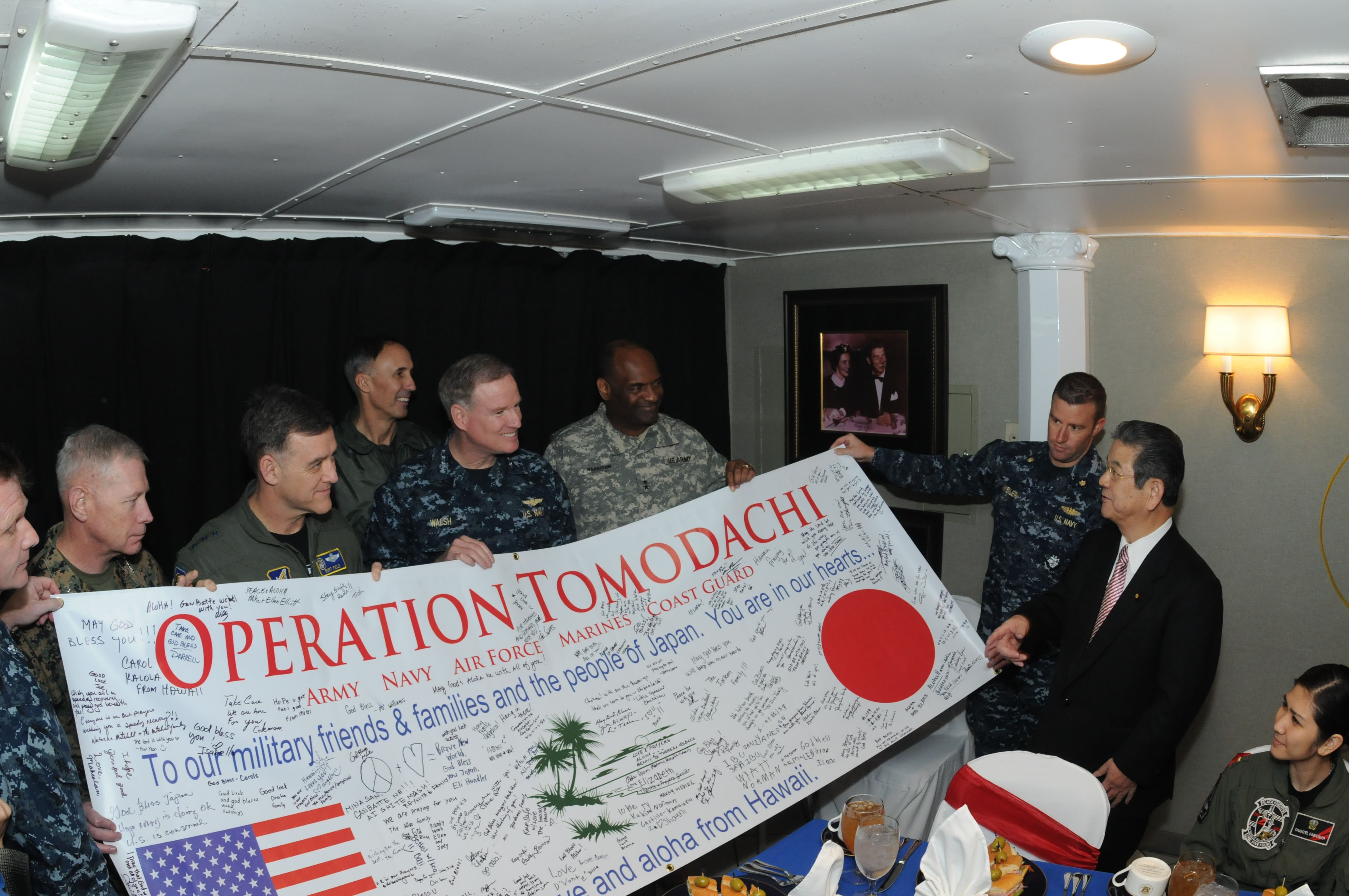
Toshimi Kitazawa reçoit des mains d'officiers américains une bannière de l'opération Todomachi, à bord de l' le 4 avril 2011.

À la suite du séisme de la côte Pacifique du Tōhoku du 11 mars 2011 et ses conséquences (tsunami et accident nucléaire de Fukushima), Toshimi Kitazawa est chargé de superviser les secours et les opérations d'évacuation pris en main par les FAD, organisés en une « Force opérationnelle interarmées de réponse à la catastrophe » commandée par le général Eiji Kimizuka. Ce dernier, loué par le gouvernement pour son action et décrit comme ayant développé une « relation de confiance » avec Kitazawa, est finalement nommé chef d'État-major de la Force terrestre d'autodéfense en juillet 2011. En tout, ce sont 106 000 soldats qui ont été mobilisés dans la force terrestre (70 000 sur 135 000), maritime (14 000 sur 45 000) et aérienne (22 000 sur 50 000). Il a également pour rôle au sein du gouvernement japonais de coordonner les opérations des FAD avec les missions militaires étrangères envoyées dans un but humanitaire, notamment avec l'opération Tomodachi des Forces armées des États-Unis, lancée dès le 12 mars 2011 et la plus importante jamais effectuée entre les forces américaines et nippones. Ainsi, 900 membres des FAD ainsi que 250 véhicules ont pu être acheminés dans les zones touchées par l'armée américaine. Au 28 mars, quelque 100 000 litres d'eau, 80 tonnes de nourriture, ainsi que 40 tonnes de vêtements et de couvertures ont été distribués.

#### Événements politiques
Alors qu'il est ministre de la Défense, Toshimi Kitazawa est candidat pour un quatrième mandat au vote unique non transférable dans la préfecture de Nagano lors du renouvellement de la moitié de la Chambre des conseillers du 11 juillet 2010. Pour la première fois depuis 1986, il n'est pas l'unique candidat de son parti à se présenter. En effet, la stratégie élaborée par Ichirō Ozawa alors qu'il était secrétaire général du PDJ (de septembre 2009 à juin 2010) consistait à présenter dans certaines préfectures considérées comme des sources de voix importantes pour les démocrates (comme celle de Nagano, fief de Tsutomu Hata et de ses partisans et dont les cinq circonscriptions ont toutes été remportées par le PDJ en 2009) autant de candidats que de sièges à pourvoir. Et elle prévoyait également d'aligner aux côtés des poids lourds sortants, comme Kitazawa, de jeunes venus, dont essentiellement des femmes, devant avant tout prendre des voix aux libéraux-démocrates et rassembler sur son nom les indécis et les électeurs indépendants, sur le modèle des « enfants d'Ozawa » qui ont fait le succès du parti aux élections législatives de 2009. Kitazawa est ainsi associé à Yōko Takashima, une ancienne journaliste dans la presse locale de 42 ans et élue à l'Assemblée préfectorale de Nagano depuis un an.
Néanmoins, la différence de mode de scrutin par rapport aux législatives et la perte de popularité du PDJ depuis septembre 2009 fait que cette stratégie échoue et seulement un de ces candidats avancés par Ichirō Ozawa réussit à se faire élire. Kitazawa retrouve son siège, mais il n'arrive qu'en deuxième position derrière le PLD Kenta Wakabayashi (qui bénéficiait du triple avantage d'être un nouveau venu en politique, puisqu'il s'agissait de sa première campagne à 46 ans, ayant pu ainsi rivaliser avec succès sur ce point avec Takashima, d'avoir un nom connu puisqu'il est le fils du conseiller sortant, ancien député et ancien ministre Masatoshi Wakabayashi qui fut le principal rival de Kitazawa en 1998 et 2004, et d'être pour sa part le seul candidat de son parti). Le ministre de la Défense obtient 290 027 voix et 26,11 % des suffrages exprimés, soit 3 512 votes et 0,32 points de moins que Wakabashi et 72 372 bulletins et 6,51 points de plus que Takashima. Après le scrutin, il impute la responsabilité du mauvais score obtenu par le PDJ (qui, tout en restant le premier parti en nombre de voix, perd des sièges et donc le contrôle de la chambre haute) à Ichirō Ozawa, qualifiant sa tactique électorale d'« erreur stratégique » qui a selon lui « dispersé l'énergie [de l'électorat démocrate] et n'a pas produit de bons effets ».
Quelques mois plus tard, à l'occasion de l'élection à la présidence du PDJ du 14 septembre 2010, alors que Tsutomu Hata et le seul autre ministre issu de sa faction, Kazuhiro Haraguchi, ont apporté leur soutien à Ichirō Ozawa, Toshimi Kitazawa pour sa part soutient activement le sortant Naoto Kan, faisant partie des 25 parlementaires qui ont signé son acte de candidature. Il critique notamment durant la campagne la promesse d'Ozawa de rouvrir le débat sur Futenma, estimant le 3 septembre que : « Une telle discussion peut être envisagée si la majorité et l'opposition sont en campagne électorale l'une contre l'autre. Mais elle n'est pas nécessairement appropriée pour une élection interne au parti ». Après la réélection de Naoto Kan et le remaniement de son gouvernement trois jours plus tard, Toshimi Kitazawa est, avec Seiji Maehara, Yoshito Sengoku et Kan lui-même, l'un des quatre seuls ministres sur les 17 du gouvernement Hatoyama initial de septembre 2009 à rester dans le Cabinet. Il est de plus le seul membre de cette administration remaniée à avoir conservé le même poste depuis l'arrivée au pouvoir du PDJ.
Par la suite, à partir de l'été 2011, certains médias, dont le Yomiuri Shimbun, le présente comme l'un des éléments d'un trio politique formé avec le président du NPP Shizuka Kamei et le vice-président du PDJ Hajime Ishii (lui aussi membre de la faction Hata). Ceux-ci jouent notamment un grand rôle dans le réajustement ministériel du 27 juin 2011 opéré pour organiser les réponses du gouvernement aux effets du séisme de la côte Pacifique du Tōhoku : ils s'attachent tout particulièrement à affaiblir le contrôle de l'opposition sur la Chambre des conseillers et obtiennent le ralliement d'un des membres de cette assemblée issu du PLD, Kazuyuki Hamada, nommé secrétaire parlementaire auprès du ministre des Affaires intérieures et des Communications Yoshihiro Katayama.

### Un poids lourd hors du Cabinet
Après l'élection de Yoshihiko Noda pour remplacer Naoto Kan le 29 août 2011 et la formation de son gouvernement quatre jours plus tard, Toshimi Kitazawa n'est pas reconduit au ministère de la Défense pour être remplacé par Yasuo Ichikawa, malgré le peu d'expérience (du propre aveu de l'intéressé) sur les questions de sécurité. Kitazawa détient à ce moment le record de longévité à ce poste depuis la création du ministère en 2007. Il devient à la place l'un des vice-présidents du PDJ ainsi que le président de la Commission de l'éthique du parti. Lorsque Noda prépare un remaniement de son Cabinet en janvier 2012, Kitazawa apparaît comme l'un des candidats les plus sérieux pour revenir à la Défense pour y remplacer Ichikawa (touché par une motion de censure votée par la Chambre des conseillers). Est pourtant finalement nommé Naoki Tanaka, époux de l'ancienne ministre des Affaires étrangères de Jun'ichirō Koizumi Makiko Tanaka, lui-même ancien vice-ministre des Affaires étrangères de 1989 à 1990 ainsi que président de la commission des Affaires étrangères et de la Défense de la Chambre des conseillers de 2009 à 2010. À la place, Kitazawa obtient, en plus de ses responsabilités au sein de la direction du PDJ, la présidence de la commission de la Discipline de la chambre haute.
Après la lourde défaite du PDJ et le retour au pouvoir du PLD mené par Shinzō Abe lors des élections législatives du 16 décembre 2012, il retourne donc dans l'opposition. Il prend alors de nouveau des responsabilités à la Chambre des conseillers, en étant président de la commission de la Discipline de 2012 à 2014 puis de celle des Politiques nationales fondamentales en 2016. À la suite du renouvellement de la moitié des membres de la chambre haute du 21 juillet 2013, qui voit le PDJ perdre son statut de première formation de cette assemblée et la coalition PLD-Kōmeitō y retrouver une majorité, il tente en août 2013 de se faire élire à la présidence du groupe démocrate mais il est battu par l'ancien ministre de l'Agriculture Akira Gunji, par 24 voix contre 33. Il décide de ne pas se représenter à un nouveau mandat lors du scrutin du 10 juillet 2016 et il se retire à cette occasion de la vie politique.